# Мајен (Рајна-Палатинат)
Мајен (њем. Mayen) град је у њемачкој савезној држави Рајна-Палатинат. Једно је од 86 општинских средишта округа Мајен-Кобленц. Према процјени из 2010. у граду је живјело 18.961 становника. Посједује регионалну шифру (AGS) 7137068.

## Географски и демографски подаци
Мајен се налази у савезној држави Рајна-Палатинат у округу Мајен-Кобленц. Град се налази на надморској висини од 230 метара. Површина општине износи 58,1 km². У самом граду је, према процјени из 2010. године, живјело 18.961 становника. Просјечна густина становништва износи 326 становника/km².

## Међународна сарадња
| Мјесто    | Држава               | Врста сарадње | Од    |
| --------- | -------------------- | ------------- | ----- |
|           | Француска            | партнерство   | 1964. |
|           | Чешка                | партнерство   | 1994. |
| Годалминг | Уједињено Краљевство | партнерство   | 1982. |
| Извор     |                      |               |       |